# Steve McIntyre
Steve McIntyre (ur. 28 maja 1974 w Wigan) – inżynier oprogramowania i wieloletni programista Debiana. Od 2008 do 2010 roku Lider Projektu Debian. Obecnie mieszka w Cambridge, gdzie pracuje w Amino Communications.

## Życiorys
McIntyre startował w wyborach na Lidera Projektu Debian już w 2006 roku. Na jego drodze stanął wtedy Anthony Towns, który wyprzedził go sześcioma głosami. W latach 2006–2007 był nazywanym „Drugim u władzy” (ang. second in charge) – stanowisko to stworzył dla niego Towns.
W 2007 roku ponownie wystartował w wyborach na Lidera Projektu Debiana. Także wtedy przegrał. Tym razem zdobył o osiem głosów mniej niż Sam Hocevar.
Pierwszy sukces przyszedł w 2008 roku. Steve McIntyre pokonał wtedy Raphaela Hertzoga oraz Marca Brockschimidta i 12 kwietnia został Liderem Projektu Debian. W 2009 ponownie został wybrany na to stanowisko.